# Wahlen zum Senat der Vereinigten Staaten 1874 und 1875
Die Wahlen zum Senat der Vereinigten Staaten 1874 und 1875 zum 44. Kongress der Vereinigten Staaten fanden zu verschiedenen Zeitpunkten statt. Es waren die Halbzeitwahlen (engl. midterm election) in der Mitte von Ulysses S. Grants zweiter Amtszeit. Vor der Verabschiedung des 17. Zusatzartikels wurden die Senatoren nicht direkt gewählt, sondern von den Parlamenten der Bundesstaaten bestimmt.
Zur Wahl standen 24 der 25 Senatssitze der Klasse I, deren Inhaber 1868 und 1869 für eine Amtszeit von sechs Jahren gewählt worden oder später nachgerückt waren. Zusätzlich fanden für zwei dieser Sitze sowie einen der Klasse II Nachwahlen statt. Dabei gewannen die Republikaner den letzten Sitz der Liberalen Republikaner, ansonsten gab es keine parteipolitischen Veränderungen. Zwei Senatoren der Liberalen Republikaner waren bereits zu den Republikanern zurückgekehrt. Die Wahl in Kalifornien hatte vorzeitig bereits 1873 stattgefunden.
Von den 25 regulär zur Wahl stehenden Sitzen waren fünf von Demokraten und 20 von Republikanern besetzt. Jeweils zwei demokratische und republikanische Amtsinhaber wurden wiedergewählt, zwei weitere Sitze konnten die Demokraten halten, acht die Republikaner. Die Republikaner verloren zehn Sitze an die Demokraten, die wiederum einen Sitz an die Anti-Monopolisten verloren. Durch den Tod eines republikanischen Senators gewannen die Demokraten durch Ernennung einen weiteren Sitz. Damit verringerte sich die Mehrheit der Republikaner, die am Ende des 43. Kongresses bei 50 gegen 20 Demokraten und drei Liberalen Republikaner gelegen hatte, auf 43 Republikaner, 29 Demokraten und einen Anti-Monopolisten.
Zu Veränderungen nach der Wahl siehe auch Liste der Mitglieder des Senats im 44. Kongress der Vereinigten Staaten.

## Ergebnisse

### Wahlen während des 43. Kongresses
Die Gewinner dieser Wahlen wurden vor dem 4. März 1875 in den Senat aufgenommen, also während des 43. Kongresses.
| Staat         | Amtierender Senator | Partei                 | Nachwahl  | Datum         | Ergebnis                   | Neuer Senator       |
| ------------- | ------------------- | ---------------------- | --------- | ------------- | -------------------------- | ------------------- |
| Kansas        | Robert Crozier      | Republikaner           | Klasse II | 2. Feb. 1874  | von Republikanern gehalten | James M. Harvey     |
| Massachusetts | Charles Sumner      | Liberaler Republikaner | Klasse I  | 17. Apr. 1874 | Zugewinn Republikaner      | William B. Washburn |
| Mississippi   | Adelbert Ames       | Republikaner           | Klasse I  | 3. Feb. 1874  | von Republikanern gehalten | Henry R. Pease      |

### Wahlen zum 44. Kongress
Die Gewinner dieser Wahlen wurden am 4. März 1875 in den Senat aufgenommen, also bei Zusammentritt des 44. Kongresses. Alle Sitze dieser Senatoren gehören zur Klasse I. Die Wahl in Kalifornien erfolgte vorzeitig und ist hier der Vollständigkeit halber aufgeführt.
| Staat         | Amtierender Senator   | Partei       | Datum          | Ergebnis                   | Neuer Senator         |
| ------------- | --------------------- | ------------ | -------------- | -------------------------- | --------------------- |
| Connecticut   | William A. Buckingham | Republikaner | 19. Mai 1874   | Zugewinn Demokraten        | William W. Eaton      |
| Delaware      | Thomas F. Bayard      | Demokrat     | 1875           | wiedergewählt              | Thomas F. Bayard      |
| Florida       | Abijah Gilbert        | Republikaner | 1875           | Zugewinn Demokraten        | Charles W. Jones      |
| Indiana       | Daniel D. Pratt       | Republikaner | 1874 oder 1875 | Zugewinn Demokraten        | Joseph E. McDonald    |
| Kalifornien   | Eugene Casserly       | Demokrat     | 20. Dez. 1873  | Zugewinn Anti-Monopoly     | Newton Booth          |
| Maine         | Hannibal Hamlin       | Republikaner | 1875           | wiedergewählt              | Hannibal Hamlin       |
| Maryland      | William T. Hamilton   | Demokrat     | 1874           | von Demokraten gehalten    | William P. Whyte      |
| Massachusetts | William B. Washburn   | Republikaner | 1875           | von Republikanern gehalten | Henry L. Dawes        |
| Michigan      | Zachariah Chandler    | Republikaner | 1874           | von Republikanern gehalten | Isaac P. Christiancy  |
| Minnesota     | Alexander Ramsey      | Republikaner | 1875           | von Republikanern gehalten | Samuel J. R. McMillan |
| Mississippi   | Henry R. Pease        | Republikaner | Feb. 1874      | von Republikanern gehalten | Blanche Bruce         |
| Missouri      | Carl Schurz           | Republikaner | 1874           | Zugewinn Demokraten        | Francis Cockrell      |
| Nebraska      | Thomas Tipton         | Republikaner | 1875           | von Republikanern gehalten | Algernon Paddock      |
| Nevada        | William M. Stewart    | Republikaner | 12. Jan. 1875  | von Republikanern gehalten | William Sharon        |
| New Jersey    | John P. Stockton      | Demokrat     | 1875           | von Demokraten gehalten    | Theodore F. Randolph  |
| New York      | Reuben Fenton         | Republikaner | 20. Jan. 1875  | Zugewinn Demokraten        | Francis Kernan        |
| Ohio          | Allen G. Thurman      | Demokrat     | 1874           | wiedergewählt              | Allen G. Thurman      |
| Pennsylvania  | John Scott            | Republikaner | 19. Jan. 1875  | Zugewinn Demokraten        | William A. Wallace    |
| Rhode Island  | William Sprague       | Republikaner | 1875           | von Republikanern gehalten | Ambrose Burnside      |
| Tennessee     | William G. Brownlow   | Republikaner | 26. Jan. 1875  | Zugewinn Demokraten        | Andrew Johnson        |
| Texas         | James W. Flanagan     | Republikaner | 28. Jan. 1875  | Zugewinn Demokraten        | Samuel B. Maxey       |
| Vermont       | George F. Edmunds     | Republikaner | 20. Okt. 1874  | wiedergewählt              | George F. Edmunds     |
| Virginia      | John F. Lewis         | Republikaner | 1875           | Zugewinn Demokraten        | Robert E. Withers     |
| West Virginia | Arthur I. Boreman     | Republikaner | 1874 oder 1875 | Zugewinn Demokraten        | Allen T. Caperton     |
| Wisconsin     | Matthew H. Carpenter  | Republikaner | 1875           | von Republikanern gehalten | Angus Cameron         |

- wiedergewählt: ein gewählter Amtsinhaber wurde wiedergewählt.

### Wahlen während des 44. Kongresses
Während des 44. Kongresses fanden 1875 keine Nachwahlen statt.

## Einzelstaaten
In allen Staaten wurden die Senatoren durch die Parlamente gewählt, wie durch die Verfassung der Vereinigten Staaten vor der Verabschiedung des 17. Zusatzartikels vorgesehen. Das Wahlverfahren bestimmten die Staaten selbst, war daher von Staat zu Staat unterschiedlich. Teilweise ergibt sich aus den Quellen nur, wer gewählt wurde, aber nicht wie.
Das Third Party System der Parteien in den Vereinigten Staaten bestand aus der Demokratischen Partei, die hauptsächlich in den Südstaaten stark war, sowie der gemäßigt abolitionistischen, im Norden verankerten Republikanischen Partei. Zeitweise waren auch die Liberal Republican Party und die Anti-Monopoly Party im Senat vertreten.